# Бертольт Брехт
Бе́ртольт Брехт (нім. Bertolt Brecht; 10 лютого 1898, Аугсбург, Баварія — 14 серпня 1956, Берлін) — німецький драматург і поет. Отримав міжнародне визнання своєї творчості. Його вважають засновником епічного («діалектичного») театру.
Член Всесвітньої Ради Миру. Міжнародна Сталінська премія «За зміцнення миру між народами» (1954).

## Біографія
Народився у заможній родині. Закінчив Мюнхенський університет.
Літературну діяльність почав з 1918 року.
1920-ті рр. — працював театральним режисером. Розробив концепцію новаторської драми й успішно втілив її в низці п'єс. Б.Брехт і Гелена Вайґель, що блискуче грали провідні ролі в його драмах, стали знаменитостями.
Починаючи з другої половини 1920-х рр., у творчому розвитку Брехта намітився злам, і злам той охопив усі рівні його духовного життя. Він студіював праці Карла Маркса, знаходячи в них раціонально (до того ж економічно й політично) аргументоване підґрунтя власного бунту проти капіталізму, а також позитивну, на його думку, програму перетворення суспільства та мистецтва. Він зблизився з КПН і залучився до відповідної пропаганди, тим самим повторюючи шлях багатьох авангардистів, які починали з тотального заперечення «старого світу».
Його п'єси тих років позначені впливом експресіонізму. Брехт розробляв теорію «епічного театру», який мав на меті виховати передову свідомість. Виходячи з цієї теорії, поставив за однойменним романом Максима Горького п'єсу «Мати» (1932) та ін.
1933—1948 — перебував в еміграції за межами Німеччини. У ті роки написав твори, спрямовані проти мілітаризму та нацизму («Трикопійчаний роман», 1934; «Гвинтівки Тереси Каррар», 1937; п'єси: «Матінка Кураж і її діти», 1938; «Життя Галілея», 1939; «Страх і відчай у Третій імперії», 1939; «Швейк у Другій світовій війні», 1944 тощо).
Талант опального на батьківщині Брехта знайшов визнання за кордоном. Зросла кількість його шанувальників; його п'єси успішно ставили на сценах Парижа, Амстердама, Копенгагена. Але навіть у затишній Данії він почував психологічний тиск. Адже данські нацисти час від часу публікували списки з іменами найвідоміших німецьких еміґрантів, а данська поліція постійно інформувала про них нацистську службу безпеки й закордонний відділ гестапо. У перший же місяць свого перебування в Данії Брехт довідався з газет, що данці передали німецькій поліції активіста КПН Функе, знаючи, що на Батьківщині він потрапить до концтабору. До того ж, як і решта еміґрантів, Брехт був змушений дати письмову обіцянку не долучатися до будь-якої політичної діяльності.
Двічі упродовж 1930-х років відвідав Москву, де, як член редколегії, долучився разом із Ліоном Фейхтванґером до видання німецькомовного часопису Das Wort.
Утім, попри свою прокомуністичну орієнтацію, місцем свого подальшого перебування він обрав не СРСР, а США. Тут продовжив інтенсивно працювати — і як драматург, і як кіносценарист, і як режисер-постановник. Проте умов для повноцінної творчої реалізації він не мав і в Америці, бо був тут маловідомим драматургом, до того ж — підозрілим через свої симпатії до комуністичного руху. Деякий час Брехт працював для Голлівуду, але так і не вписався в тодішню американську кіноіндустрію, орієнтовану насамперед на виробництво сенсаційних бойовиків. Один із брехтівських сценаріїв брутально спотворено. Обурений драматург розірвав взаємини з фірмою, перекривши собі шляхи до участі в інших, цікавих для нього кінопроєктах. За 6 років перебування в США з'явилися лише кілька його публікацій у газетах і журналах. Жодної книжки Брехт тут не видав.
По завершенні Другої світової війни Брехт переїхав до Берліна, сподіваючись, що у соціалістичній Німеччині він матиме найкращі можливості для творчості. Та й справді, він і його дружина вперше у житті отримали власний театр — Berliner Ensemble («Берлінський ансамбль», 1949), що швидко завоював славу новаторського. Втім, цей «неортодоксальний марксист» і тут прагнув зберегти незалежність від комуністичної влади. Тому й не прийняв громадянства НДР, а продовжував жити на Батьківщині із закордонним (австрійським) паспортом, готовий будь-якої миті опинитися по той бік «залізної завіси».
Твори останніх років: віршований памфлет «„Свобода“ і „демократія“» (1947), п'єса «Кавказьке крейдяне коло» (1949), збірка «Сто віршів. 1918—1950» (1952) тощо.
В останній період творчості визнання Брехта стрімко зростало: він став лауреатом національних і міжнародних премій, його обрали на члена Академії мистецтв НДР і на президента німецького ПЕН-центру; його книжки виходили великими накладами; його драми набували щораз більшої популярності.
На тлі інтенсивної режисерської праці різко погіршилося здоров'я письменника. Лікарі засвідчили, що його хворе серце може зупинитися будь-якої хвилини. Попри патологічну слабкість і думки про близьку смерть, Брехт до останніх днів працював. 10 серпня 1956 року він ще відвідав репетицію в «Берлінському Ансамблі». Утім, погане самопочуття змусило його залишити залу. Ще кілька днів він провів удома, переглядаючи свої рукописи, а 14 серпня пішов із життя.

## Внесок у розвиток світового театру
Брехт бажав створити театр, який спонукав би глядача до роздумів і міркувань, а не до співвідчуття. Задля цього він «відчужив» і дезілюзіонував гру акторів, щоб зробити її схожою на звичайне життя (Брехт називав це «ефектом відчуження», нім. Verfremdungseffekt). Актори мали б аналізувати та синтезувати, тобто дивитись на роль іззовні, аби згодом цілком свідомо діяти точно так, як діяв їхній персонаж.
Спочатку Брехт дав своїй концепції назву «епічний театр», але згодом запропонував використовувати назву «діалектичний театр». Діалектичність театру Брехта полягає в тому, що він спонукає до конфлікту між розважанням і навчанням, що має знищувати «емоціональну причетність» у глядачів, досягаючи в такий спосіб «ефекту відчуження».

## Особисте життя
1922 року Брехт одружився з акторкою й співачкою Маріанною Цофф, у цьому шлюбі 1923 року народилася дочка Ганна, яка стала акторкою (відома як Ганна Гіоб) і зіграла на сцені багатьох його героїнь; пішла з життя 24 червня 2009 року. Цофф була старшою від Брехта на п'ять років, добросердечна, турботлива і певною мірою, пише Шумахер, замінила йому матір. Попри це, шлюб виявився неміцним: 1923 року Брехт познайомився в Берліні з молодою акторкою Геленою Вайґель, яка народила від нього сина Штефана (1924—2009). 1927 року Брехт розлучився з Цофф і в квітні 1929-го офіційно оформив стосунки з Вайґель; 1930 року в них народилася дочка Барбара, яка також стала акторкою (відома як Барбара Брехт-Шалль).
Крім законних дітей, Брехт мав позашлюбного сина від його юнацького кохання Паули Бангльцер; народжений 1919 року і названий Франком на честь Ведекінда, старший син Брехта залишився з матір'ю в Німеччині і загинув 1943 року на Східному фронті.

У 1932 р. мав позашлюбні стосунки з комуністкою з бранденбурзької провінції Марґарете Штеффін (* 21 березня 1908; † 4 червня 1941) . Вона була хворою на туберкульоз, грала у Брехтових постановках і писала вірші. Коли Марґарете завагітніла, Брехт умовив її перервати вагітність, попри те, що це був уже її третій аборт. У 1933 р. вона разом з Брехтом і його сім'єю емігрує до Данії. Потім вони через Швецію і Фінляндію тікають в СРСР, звідки планують виїхати в США. Незадовго до від'їзду Штеффін стає гірше, і вона помирає у Москві.

## Творчість

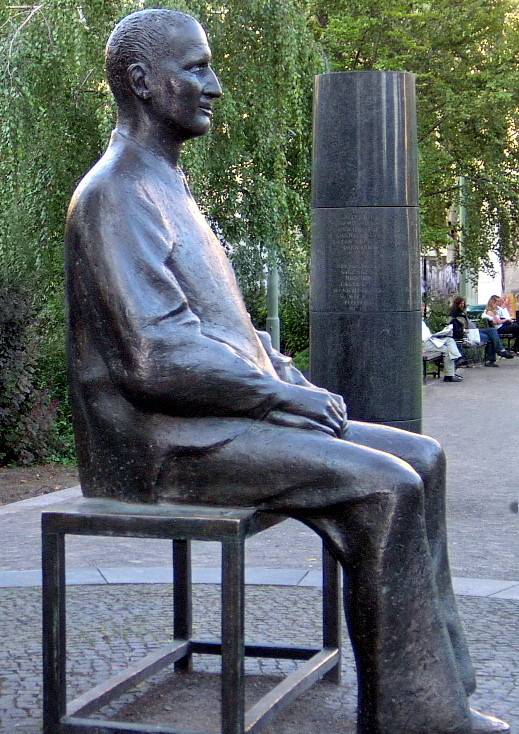
Бронзова скульптура Б. Брехта перед театром «Берлінер ансамбль»(Бертольт-Брехт-плац, 1) роботи Фріц Кремер (скульптор)

### Брехт-поет
За визнанням самого Брехта, починав він «традиційно»: з балад, псалмів, сонетів, епіграм і пісень під гітару, тексти яких народжувалися одночасно з музикою. «В німецьку поезію, — писав Ілля Фрадкін — він увійшов як сучасний вагант, що складає десь на вуличному перехресті пісні й балади…». Як і ваганти, Брехт часто вдавався до прийомів пародії, вибираючи для пародіювання ті ж об'єкти псалми й хорали (збірка «Домашні проповіді», 1926), хрестоматійні вірші, але також міщанські романси з репертуару катеринщиків і вуличних співаків. Пізніше, коли всі таланти Брехта замкнулися на театрі, зонги в його п'єсах так само народжувалися разом з музикою, лише 1927 року, при постановці п'єси «Людина є людина» у берлінській «Фольксбюні», він вперше довірив свої тексти професійному композитору — Едмунду Майзелю, який тоді співпрацював з Піскатором. У «Тригрошовій опері» зонги народжувалися разом з музикою Курта Вайля (і це спонукало Брехта, публікуючи п'єсу, зазначити, що написано її «у співпраці» з Вайлем), і багато з них поза цією музикою існувати не могли.
Разом з тим Брехт до останніх років залишався поетом — не лише автором текстів пісень і зонгів; але з роками все більше віддавав перевагу вільним формам: «рваний» ритм, як пояснював він сам, був «протестом проти гладкості і гармонії звичайного вірша» — тієї гармонії, якої він не знаходив ні в навколишньому світі, ні у власній душі. У п'єсах, оскільки деякі з них були написані переважно у віршах, цей «рваний» ритм продиктовано ще й прагненням точніше передати стосунки між людьми — «як стосунки суперечливі, повні боротьби». У віршах молодого Брехта, крім Франка Ведекінда, відчутний вплив Франсуа Війона, Артюра Рембо і Редьярда Кіплінга; пізніше він захопився китайською філософією, і багато його віршів, особливо в останні роки, перш за все «Буковські елегії», за формою — за лаконізмом і місткістю, почасти і споглядальністю нагадують класиків давньокитайської поезії: Лі Бо, Ду Фу і Бо Цзюй-і, яких він перекладав.
Від кінця 20-х років Брехт писав пісні, покликані піднімати на боротьбу, як «Пісня Єдиного фронту» і «Всі або ніхто», або сатиричні, як пародія на нацистського «Горста Весселя». При цьому, пише І. Фрадкін, він залишався оригінальним навіть у таких темах, які, здавалося, вже давно перетворилися на кладовище трюїзмів. Як зазначав один з критиків, Брехт у ці роки був вже настільки драматургом, що й багато його віршів, написаних від першої особи, більше схожі на висловлювання сценічних персонажів.
У повоєнній Німеччині Брехт усю свою творчість, зокрема й поетичну, поставив на службу будівництву «нового світу», вважаючи, на відміну від керівництва СЄПН, що служити цьому будівництву можна не тільки схваленням, але й критикою. До лірики він повернувся 1953 року, в останньому своєму замкнутому циклі віршів — «Буковські елегії»: в Букові на Шермютцельзее стояв заміський будинок Брехта. Приповіді, до яких Брехт нерідко вдавався у своїй зрілій драматургії, все частіше зустрічалися і в його пізній ліриці; написані за зразком «Буколік» Вергілія «Буковські елегії» відбили, як пише Е. Шумахер, почуття людини, «що стоїть на порозі старості і повністю усвідомлює, що часу, відпущеного їй на Землі, залишилося зовсім небагато». Зі світлими спогадами молодості тут сусідять не просто елегійні, але приголомшливо похмурі, за словами критика, вірші — тією мірою, якою їх поетичний сенс глибший і багатший від дослівного сенсу.

### Брехт-драматург

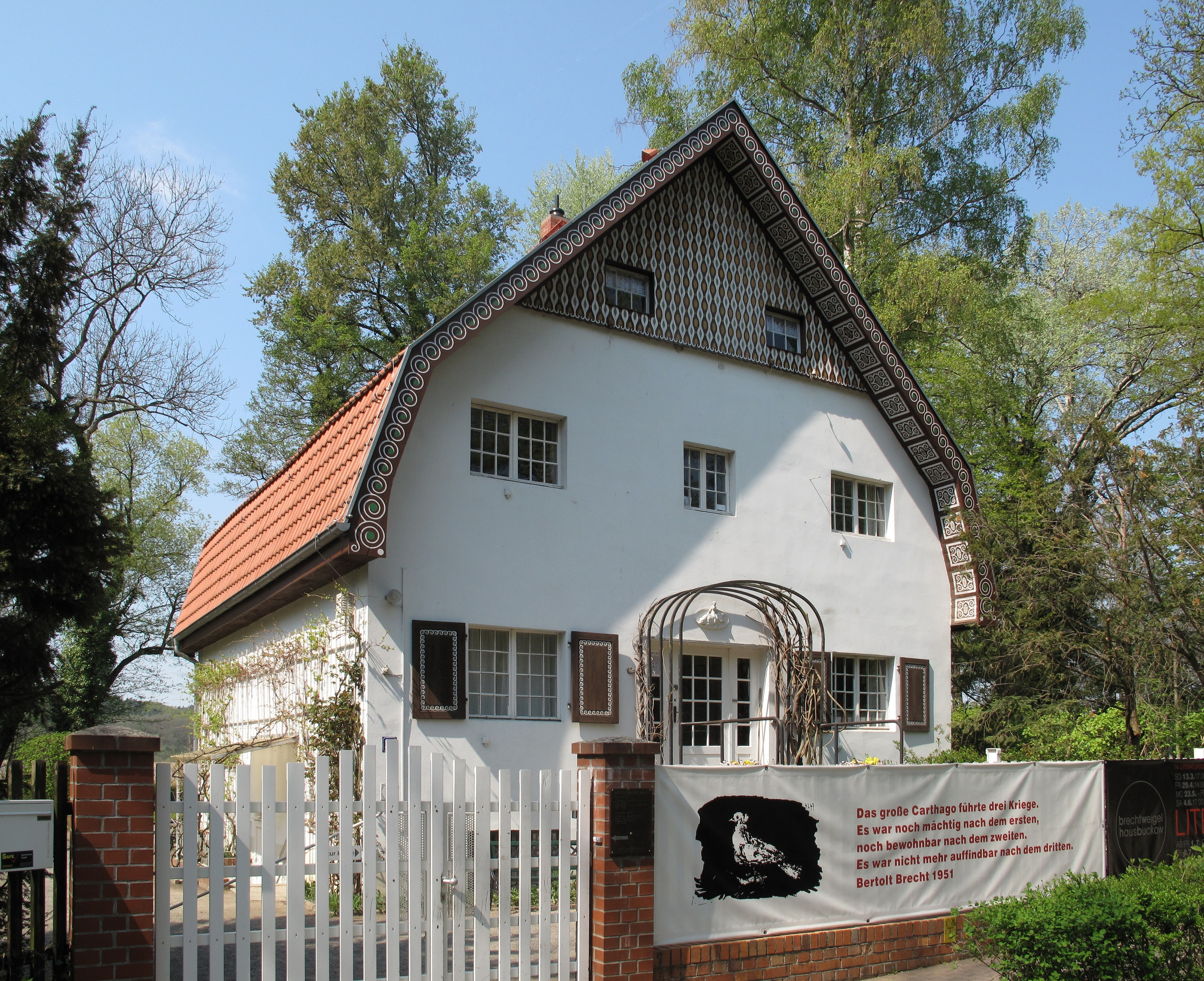
Будинок Брехта і Вайґель у Букові, нині — Бертольт-Брехт-штрассе, 29/30

Ранні п'єси Брехта народжувалися з протесту; «Ваал» у початковій редакції 1918 року був протестом проти всього дорогого доброчесним членам суспільства: асоціальний герой п'єси (за Брехтом — асоціальний в «асоціальному суспільстві»), поет Ваал, був освідченням у любові до Франсуа Війона, «вбивці, грабіжника з великої дороги, творця балад», і притому балад непристойних, — все тут було розраховане на епатаж. Пізніше «Ваал» трансформувався в п'єсу антиекспресіоністську, «протип'єсу», полемічно спрямовану, зокрема, проти ідеалізованого портрета драматурга Крістіана Граббе у «Самотньому» Г. Йоста. Полемічною до відомої тези експресіоністів «людина добра» була й п'єса «Барабани в ночі», що розвивала ту ж тему вже в «конкретно-історичній ситуації» Листопадової революції.
У своїх наступних п'єсах Брехт полемізував і з натуралістичним репертуаром німецьких театрів. До середини 20-х років він сформулював теорію «епічної» («неарістотелівської») драми. «Натуралізм, — писав Брехт, — дав театру можливість створювати виключно тонкі портрети, скрупульозно, у всіх деталях зображати соціальні „куточки“ і окремі малі події. Коли стало ясно, що натуралісти переоцінювали вплив безпосереднього, матеріального середовища на суспільну поведінку людини… — тоді пропав інтерес до „інтер'єру“. Набуло значення ширше тло, і потрібно було вміти показати його мінливість і суперечливий вплив його радіації». При цьому першою своєю епічною драмою Брехт називав «Ваала», однак принципи «епічного театру» вироблялися поступово, уточнювалося з роками і його призначення, відповідно змінювався характер його п'єс.
Ще 1938 року, аналізуючи причини особливої популярності детективного жанру, Брехт зазначив, що людина XX століття свій життєвий досвід набуває головним чином в умовах катастроф, при цьому змушена сама дошукуватися до причин криз, депресій, воєн і революцій: «Вже при читанні газет (але також рахунків, звісток про звільнення, мобілізаційних повісток і так далі), ми відчуваємо, що хтось щось зробив… Що ж і хто зробив? За подіями, про які нам повідомляють, ми припускаємо інші події, про які нам не повідомляють. Вони і є справжніми подіями». Розвиваючи цю думку в середині 50-х років, Фрідріх Дюрренматт прийшов до висновку, що театр вже не в силах відобразити сучасний світ: держава анонімно, бюрократично, чуттєво не збагненна; мистецтву в цих умовах доступні тільки жертви, можновладців воно вже осягнути не може; «сучасний світ легше відтворити через маленького спекулянта, канцеляриста або поліцейського, ніж через бундесрат або через бундесканцлера».
Брехт шукав способи подати на сцені «справжні події», хоча й не стверджував, що знайшов; він бачив тільки одну можливість допомогти сучасній людині: показати, що навколишній світ змінюваний, і в міру своїх сил вивчити його закони. Від середини 30-х років, починаючи з «Круглоголових і гостроголових», він все частіше звертався до жанру параболи, і в останні роки, працюючи над п'єсою «Турандот, або Конгрес обілителів», казав, що алегорична форма все ще залишається найпридатнішою для «очуження» суспільних проблем. І. Фрадкін і схильність Брехта переносити дію своїх п'єс в Індію, Китай, середньовічну Грузію тощо пояснював тим, що екзотично костюмовані сюжети легше входять у форму параболи. «У цій екзотичній обстановці, — писав критик, — філософська ідея п'єси, звільнена від пут знайомого і звичного побуту, легше досягає загальнозначущості». Сам же Брехт перевагу параболи, за відомої її обмеженості, бачив ще й у тому, що вона «значно хитромудріша від усіх інших форм»: парабола конкретна в абстракції, роблячи сутність наочною, і, як жодна інша форма, «елегантно може піднести правду».

### Брехт-теоретик і режисер
Про те, яким режисером був Брехт, з боку судити було важко, оскільки видатні вистави «Берлінер ансамбль» завжди були плодом колективної праці: крім того що Брехт часто працював у парі зі значно досвідченішим Енґелем, він мав у своєму розпорядженні і вдумливих акторів, нерідко з режисерськими нахилами, які він сам умів і пробуджувати, й заохочувати; свою лепту у створення вистав вносили, як асистенти, і його талановиті учні: Бенно Бессон, Петер Палич і Манфред Векверт — така колективна робота над виставою була одним із основоположних принципів його театру.
При цьому працювати з Брехтом, за свідченням Векверта, було нелегко — через його постійні сумніви: «з одного боку, ми повинні були точно фіксувати все сказане і напрацьоване (…), але наступного дня нам доводилося чути: „Я ніколи цього не говорив, ви це неправильно записали“». Джерелом цих сумнівів, як вважає Вевкверт, крім стихійної нелюбові Брехта до будь-яких «остаточних рішень», було й протиріччя, закладене в його теорії: Брехт сповідував «чесний» театр, який не створює ілюзії достовірності, не намагається впливати на підсвідомість глядача в обхід його розуму, навмисно оголяє свої прийоми і уникає ототожнення актора з персонажем; між тим театр за своєю природою — не що інше, як «мистецтво обману», мистецтво зображувати те, чого насправді немає. «Магія театру», пише М. Векверт, в тому й полягає, що люди, прийшовши до театру, заздалегідь готові віддаватися ілюзії і приймати за чисту монету все, що їм покажуть. Брехт як у теорії, так і на практиці всіма засобами намагався цьому протидіяти; нерідко він вибирав виконавців у залежності від їхніх людських нахилів і біографій, ніби не вірив у те, що його актори, досвідчені майстри або яскраві молоді таланти, можуть зобразити на сцені те, що не властиве їм у житті. Він не хотів, щоб його актори лицедіяли, — «мистецтво обману», зокрема й акторське лицедійство, у свідомості Брехта асоціювалося з тими виставами, на які перетворювали свої політичні акції націонал-соціалісти.
Але «магія театру», яку він гнав у двері, раз у раз вривалася у вікно: навіть зразковий брехтівський актор Ернст Буш після сотої вистави «Життя Галілея», за словами Векверта «вже відчував себе не тільки великим актором, але й великим фізиком». Режисер розповідає, як одного разу на «Життя Галілея» прийшли співробітники Інституту ядерних досліджень і після вистави виявили бажання поговорити з виконавцем головної ролі. Вони хотіли дізнатися, як працює актор, але Буш вважав за краще говорити з ними про фізику; говорив з усією пристрастю і переконливістю близько півгодини — вчені слухали як зачаровані і після закінчення промови вибухнули оплесками. Наступного дня Векверту зателефонував директор Інституту: «Сталося щось незрозуміле. …Я тільки сьогодні вранці зрозумів, що це була суща нісенітниця».
Чи справді Буш, всупереч усім наполяганням Брехта, ототожнив себе з персонажем, чи він так просто пояснював фізикам, що є мистецтво актора, але, як свідчить Векверт, Брехт прекрасно усвідомлював незламність «магії театру» і в своїй режисерській практиці намагався змусити її служити своїм цілям — перетворити на «хитрість розуму» (List der Vernunft).
«Хитрістю розуму» для Брехта стала «наївність», запозичена в народного, зокрема азійського, мистецтва. Саме готовність глядача в театрі віддаватися ілюзіям — приймати пропоновані правила гри дозволяла Брехту як в оформленні вистави, так і в акторській грі прагнути до максимальної простоти: позначати місце дії — епоху, характер персонажа скупими, але виразними деталями, досягати «перевтілення» часом за допомогою звичайних масок, — відсікаючи все, що може відвернути увагу від головного. Так, у брехтівській постановці «Життя Галілея» на думку Павло Марков: «Режисура безпомилково знає, на який момент дії має бути спрямовано особливу увагу глядача. Вона не допускає на сцені жодного зайвого аксесуара. Точне і дуже просте декоративне оформлення <…> лише окремими скупими деталями обстановки передає атмосферу епохи. Так само доцільно, скупо, але точно будується й мізансцена», — цей «наївний» лаконізм зрештою і допомагав Брехту концентрувати увагу глядачів не на розвитку сюжету, а насамперед на розвитку авторської думки.

#### Режисерські роботи
- 1924 — «Життя Едуарда II Англійського» Б. Брехта і Л. Фейхтванґера (обробка п'єси К. Марлоу «Едуард II»). Художник Каспар Неєр[ru] — «Каммершпіле», Мюнхен; прем'єра відбулася 18 березня.
- 1931 — "Людина є людина[ru] Б. Брехта. Художник Каспар Неер; композитор Курт Вайль — Державний театр, Берлін.
- 1931 — «Розквіт і падіння міста Махагоні[de]», опера К. Вайля на лібрето Б. Бехта. Художник Каспар Неєр — Театр на Курфюрстендамм, Берлін.
- 1937 — «Гвинтівки Тереси Каррар» Б. Брехта (співпостановник Златан Дудов[bg]) — Салль адьяр, Париж.
- 1938 — «99 %» (вибрані сцени з п'єси «Страх і відчай у третій імперії[de]» Б. Брехта). Художник Гайнц Ломар; композитор Пауль Дессау (співпостановник З. Дудов) — Салль д Єна, Париж.
- 1947 — «Життя Галілея» Б. Брехта («американська» редакція). Художник Роберт Девісон (співпостановник Джозеф Лоузі) — «Коронет театр», Лос-Анджелес.
- 1948 — «Пан Пунтіла і його слуга Матті» Б. Брехта. Художник Тео Отто (співпостановник Курт Гіршфельд) — «Шаушпільгауз», Цюрих.
- 1950 — «Матінка Кураж та її діти» Б. Брехта. Художник Тео Отто — «Каммершпіле», Мюнхен[45].

«Берлінер ансамбль»
- 1949 — «Матінка Кураж та її діти» Б. Брехта. Художники Тео Отто і Каспар Неєр, композитор Пауль Дессау (співпостановник Еріх Енґель).
- 1949 «Пан Пунтіла і його слуга Матті» Б. Брехта. Художник Каспар Неєр; композитор Пауль Дессау (співпостановник Еріх Енгель).
- 1950 — «Гувернер» Я. Ленца[en] в обробці Б. Брехта. Художники Каспар Неєр і Гайнер Гілль (співпостановники Е. Монк, К. Неєр і Б. Бессон)
- 1951 — «Мати» Б. Брехта. Художник Каспар Неєр; композитор Ганс Айслер[de]
- 1952 — «Пан Пунтіла і його слуга Матті» Б. Брехта. Композитор Пауль Дессау (співпостановник Егон Монк)
- 1953 — «Катцграбен» Е. Штріттматтера. Художник Карл фон Аппен[de]
- 1954 — «Кавказьке крейдяне коло» Б. Брехта. Художник Карл фон Аппен; композитор Пауль Дессау; режисер М. Векверт
- 1955 — «Зимова битва» Й.-Р. Бехера. Художник Карл фон Аппен; композитор Ганс Айслер (співпостановник М. Векверт)
- 1956 — «Життя Галілея» Б. Брехта («берлінська» редакція). Художник Каспар Неєр, композитор Ганс Айслер (співпостановник Еріх Енгель)[46].

## Спадок
Найбільшу популярність Брехту принесли його п'єси. На початку 60-х років західнонімецький літературознавець Маріанна Кестінг в книзі «Панорама сучасного театру», представивши 50 драматургів XX століття, зазначила, що більшість нині живих «хворі Брехтом» («brechtkrank»), знайшовши цьому просте пояснення: його «завершеною в самій собі» концепції, що поєднувала філософію, драму і методику акторської гри, теорію драми і теорію театру, ніхто не зміг протиставити іншу концепцію, «настільки ж значну і внутрішньо цілісну». Вплив Брехта дослідники виявляють у творчості таких різних художників, як Фрідріх Дюрренматт і Артюр Адамов, Макс Фріш і Гайнер Мюллер.
Брехт писав свої п'єси «на злобу дня» і мріяв про той час, коли навколишній світ зміниться настільки, що все, написане ним, виявиться неактуальним. Світ змінювався, але не настільки — інтерес до творчості Брехта то слабшав, як це було в 80-90-і роки, то відроджувався знову.

## Переклади українською
Українською твори Брехта перекладали численні українські літератори:
- Бертольт Брехт. Пан Пунтілла та його наймит Матті. Київ, 1967
- Бертольт Брехт. «Життя Галілея».[48] Переклад з німецької: Зінаїда Йоффе (переклад віршованих частин та загальна редакція перекладу — Василь Стус).[49] // Василь Стус. Твори в чотирьох томах (шести книгах). З додатковими 5 і 6 (у двох книгах) томами. Том 4. Львів: ВС «Просвіта», 1994, С. ?-?) (завантажити у е-бібліотеці Ukrcenter [Архівовано 23 квітня 2021 у Wayback Machine.])
- Бертольт Брехт. Кар'єра Артуро Уї, яку можна було спинити. Переклад з німецької: В. Митрофанов. Київ: часопис «Всесвіт». № 2. за 1978 (завантажити у е-бібліотеці URSR)
  - (передрук) Брехт Б. Кар'єра Артуро Уї, яку можна було спинити / Б. Брехт ; пер. з нім. В. Митрофанов ; худ. Г. Ковпаненко. — К. : Дніпро, 1978. — 183 с.
- Бертольт Брехт. Копійчаний роман. Переклад з німецької: Ю. Лісняк; післямова: Дмитро Затонський. Київ: Дніпро, 1965 375с.
  - (передрук) Бертольт Брехт. Копійчаний роман. Матінка Кураж та її діти (Хроніка з часів Тридцятилітньої війни). Кавказьке крейдяне коло. Переклад з німецької: Ю. Лісняк, Марко Зісман, Володимир Митрофанов; передмова: Дмитро Затонський. Київ: Дніпро, 1973. 526 с. (Вершини світового письменства; 15) (завантажити у е-бібліотеці Чтиво [Архівовано 24 лютого 2016 у Wayback Machine.])
  - (передрук) Бертольт Брехт. Копійчаний роман. Матінка Кураж та її діти. Кавказьке крейдяне коло. Переклад з німецької: Ю. Лісняк, Марко Зісман, Володимир Митрофанов; передмова: Дмитро Затонський. Київ: Дніпро, 1987. 512 с.
- Бертольт Брехт. Про мистецтво театру. Переклад з німецької, упорядкування, вступна стаття, та коментарі: Олександр Чирков. Київ: Мистецтво, 1977. — 362 с. (завантажити у е-бібліотеці Чтиво [Архівовано 22 лютого 2014 у Wayback Machine.])
- Бертольт Брехт. Діла Пана Юлія Цезаря. Переклад з німецької: Надія Гордієнко-Андріанова. Київ: Дніпро, 1983. — 215 с. (завантажити у е-бібліотеці Чтиво [Архівовано 24 лютого 2016 у Wayback Machine.])
- Бертольт Брехт. Три епічні драми (Тригрошова опера; Матінка Кураж та її діти; Життя Галілея). Укладач, науковий редактор, передмова та коментарі: Олександр Чирков; Переклад з німецької: М. Л. Ліпісівіцький, С. Ф. Соколовська, В. О. Прищепа; керівник проекту: П. Ю. Саух. Житомир: Полісся, 2010. 293 стор. ISBN 978-966-655-545-1
- Бертольт Брехт. Похвала діалектиці: Поезії. Переклад з німецької: Сергій Жадан. Чернівці: Видавець Померанцев Святослав на замовлення Міжнародної літературної корпорації Meridian Czernowitz, 2021

- Переклади творів Б. Брехта українською [Архівовано 26 лютого 2014 у Wayback Machine.] в е-бібліотеці Чтиво